# Igor' Talankin
Igor' Vasil'evič Talankin (Bogorodsk, 3 ottobre 1927 – Mosca, 24 luglio 2010) è stato un regista e sceneggiatore russo.

## Carriera
Il suo film Serëža del 1960 (codiretto con Georgi Daneliya) ha vinto il Globo di Cristallo al Festival internazionale del cinema di Karlovy Vary.
Nel 1961 è in corsa per il National Board of Review Awards 1961.
Nel 1963 ha vinto il Leone d'argento - Gran premio della giuria alla 24ª Mostra internazionale d'arte cinematografica di Venezia grazie al film Introduzione alla vita.
Il suo film Una pioggia di stelle (titolo originale: Čajkovskij) ha ricevuto una nomination ai Premi Oscar 1972 nella categoria miglior film straniero. Con lo stesso film ha ottenuto una nomination al Golden Globe per il miglior film straniero in lingua straniera.
Nel 1981 ha partecipato alla 38ª Mostra internazionale d'arte cinematografica di Venezia con Zvezdopad.

## Filmografia
- 1960 - Sergino (Serëža)
- 1962 - Introduzione alla vita (Vstuplenie)
- 1966 - Dnevnye zvëzdy
- 1969 - Una pioggia di stelle (Čajkovskij)
- 1974 - Vybor celi
- 1979 - Otec Sergij
- 1981 - Zvezdopad
- 1984 - Vremja otdycha s subboty do ponedel'nika
- 1988 - Osen, Chertanovo...
- 1992 - Besy
- 1999 - Nezrimyy puteshestvennik